# Electronic Braking System
 (septembre 2016).
Si vous disposez d'ouvrages ou d'articles de référence ou si vous connaissez des sites web de qualité traitant du thème abordé ici, merci de compléter l'article en donnant les références utiles à sa vérifiabilité et en les liant à la section « Notes et références ».
Pour les articles homonymes, voir EBS.
L'Electronic Braking System ou EBS ou Système de freinage électronique est un programme électronique qui utilise le système de freinage ABS, améliorant la stabilité du véhicule grâce au capteur de vitesse et d'usure installé sur chaque roue.
Il ne peut être dans sa version complète uniquement sur les véhicules avec suspension pneumatique et appelé aussi EBL par le constructeur italien IVECO pour les véhicules de chantier avec suspension mécanique et tambour[pas clair].
L'EBS est une solution technique et à ce titre n'est pas défini par le règlement 13 des Nations unies.
La norme ISO 11992 contient des messages EBS. 
Le règlement d'exécution (UE) 2018/986 de la commission du 3 avril 2018 prévoit qu'un Système de freinage électronique  sur un véhicule peut être documenté comme oui/non/en option (1).